# Lodneshøj

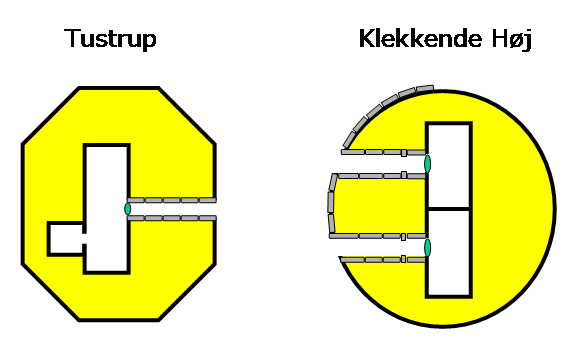
Beispiel einer Doppelanlage (rechts)

Der Lodnehøj (auch Fredsgårde Låddenhøj genannt) ist ein Doppelganggrab (dänisch Dobbelt- oder Tvillingejættestuen) in einem Rundhügel von etwa 20,0 m Durchmesser östlich von Sneslev auf der dänischen Insel Seeland. Seine Kammern werden durch zwei gemeinsame Tragsteine getrennt. Erhaltene Doppelganggräber findet man in 57 Beispielen z. B. auf Seeland und dreimal in Schonen. Die Anlagen entstanden zwischen 3500 und 2800 v. Chr. als Großsteingräber der Trichterbecherkultur (TBK). Das Ganggrab ist eine Bauform jungsteinzeitlicher Megalithanlagen, die aus einer Kammer und einem baulich abgesetzten, lateralen Gang besteht. Diese Form ist primär in Dänemark, Deutschland und Skandinavien, sowie vereinzelt in Frankreich und den Niederlanden zu finden.

## Die Nordkammer
Die nordöstliche Kammer der nordost-südwest-orientierten Anlage ist rechteckig und mit etwa 9,5 m für ein Doppelganggrab ungewöhnlich lang und 1,9 m breit. Sie ist aus 18 Tragsteinen errichtet, zwischen denen Trockenmauerwerk erhalten ist. Es gibt zwei Lagen Überlieger zwischen den Trag- und den vier Decksteinen. Im Südosten der Kammer ist ein 1,8 × 0,6 m großes, rechteckiges Quartier mittels senkrechter Platten abgetrennt. Auf dem Fußboden lagen angesengte Skelettteile, zerbrannter Feuerstein und die Grabbeigaben.
Mittig in der Südostseite der Kammer endet der Gang. Es ist etwa 8,3 m lang und 1,2 bis 0,8 m breit und besteht aus zwölf Tragsteinen; sechs auf jeder Seite. Über dem inneren Gangbereich sind drei Decksteine erhalten. Zwischen dem zweiten und dritten Tragstein befinden sich ein Türanschlag und ein Schwellenstein. 
Funde waren zwei Doppeläxte (Typ A2 und O), Messer, Werkzeuge, Bernsteinperlen (Typ M1) und Scherben von Tongefäßen. (III MN-IVA).

## Die Südkammer
Die südwestliche Kammer hat einen doppeltrapezförmigen Grundriss mit breiten äußeren Enden. Sie ist etwa 6,6 m lang, 1,7 bis 1,9 m breit und 1,6 m hoch. Sie wurde aus 14 Tragsteinen errichtet, zwischen denen Trockenmauerwerk erhalten ist. Die Kammer hat einen Bodenbelag, auf dem eine Schicht von zerbranntem Feuerstein, verbrannten Knochen und Grabbeigaben lag. Mittig in der Südostseite der Kammer endet der Gang. Er ist etwa 8,1 m lang und 0,9 (innen) bis 0,7 m (außen) breit und besteht aus 14 Tragsteinen, sieben auf jeder Seite. Über dem Gang liegen sechs Decksteine. Zwischen dem zweiten und dritten Tragstein befinden sich ein Türanschlag und ein Schwellenstein. 
Die Funde entsprechen denen der Nordkammer. 
Im Ort liegen auch die Megalithanlagen von Hjelmsømagle.